# Roman barbarzyńca
Roman barbarzyńca (ang. Ronal the Barbarian) – duński film animowany z 2011 roku, przeznaczony dla młodzieży od 15 lat.

## Wersja polska
Opracowanie wersji polskiej: Studio PRL na zlecenie Kino Świat

Reżyseria: Cezary Morawski

Dialogi: Jakub Wecsile

Nagranie i montaż dialogów: Aleksander Cherczyński

Zgranie dźwięku: Studio PRL – Aleksander Cherczyński

Kierownictwo produkcji: Maciej Jastrzębski

Głosów użyczyli:
- Maciej Stuhr – Roman
- Czesław Mozil – Wrzaskier
- Anna Mucha – Ksenia
- Jacek Braciak – Lameras
- Tatiana Okupnik – Wenerys – królowa amazonek
- Andrzej Blumenfeld – Książę Zamordor
- Jacek Król – wujek Dunder
- Andrzej Chudy – Generał Szauron
- Jakub Wieczorek – Chwatko
- Jarosław Boberek – Wyrocznia
- Mirosław Zbrojewicz – Barhunk
- Sławomir Pacek – Gu’ra Zul
- Krzysztof Szczerbiński – Mistrz Florian
- Dariusz Błażejewski
- Bartosz Wesołowski –
  - żołnierz
  - elf,
  - gwary

i inni.
Lektor tyłówki: Włodzimierz Press